# Morro do Sabiá

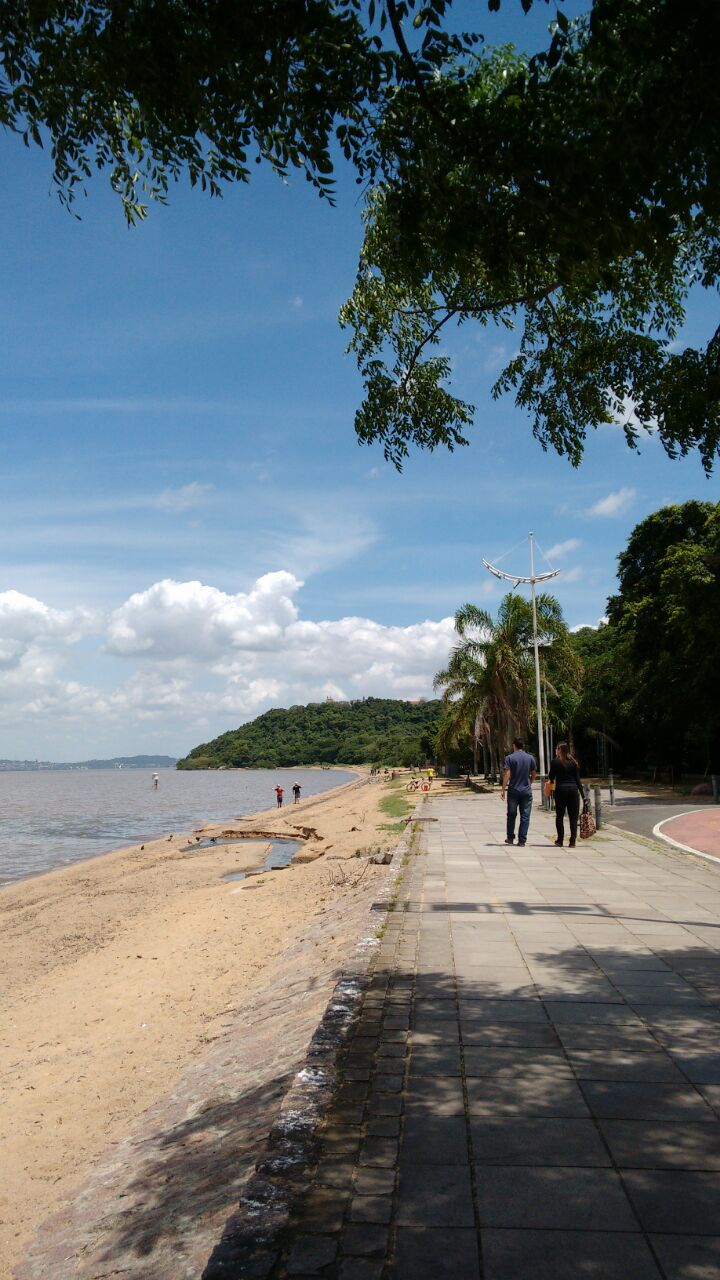
O Morro do Sabiá, visto a partir do calçadão da praia de Ipanema, em 2016.

O Morro do Sabiá é uma elevação na zona sul de Porto Alegre, no bairro Pedra Redonda. Possui 41 metros de altitude e, aproximadamente, cinco hectares de área verde nativa. Situa-se às margens do lago Guaíba, entre a praia da Pedra Redonda e a praia de Ipanema. 

## Colégio Anchieta
Desde meados da década de 1950, uma grande área no morro foi adquirida pelo Colégio Anchieta, para usufruto de sua comunidade acadêmica e religiosa. Além das atividades extracurriculares de integração e convivência, são organizados grupos de estudo de cunho científico.
É um espaço privilegiado de recreação, lazer e convivência. O local conta com um restaurante, ginásio de esportes, quadra poliesportiva a céu aberto, churrasqueiras cobertas, campo de futebol, dormitórios, além de trilhas pela mata nativa que costeia o Guaíba, que pode ser acessado por meio de uma escadaria de pedra.
Possui também uma grande sala para reuniões e outra para jogos de mesa, além de uma capela na qual se encontra um quadro de Nossa Senhora, feito por Aldo Locatelli. 